# پیگ-پن
پیگ-پَن (انگلیسی: Pig-Pen) یک شخصیت خیالی در کمیک استریپ بادام زمینی‌ها اثر چارلز شولتس است. او پسری است که جز در بعضی موارد، به‌شدت کثیف است و ابری دائمی از گرد و غبار دورش است.